# Camila Moreno
Camila Moreno Elgart, més coneguda pel nom artístic de Camila Moreno, (Santiago de Xile, 8 de juliol de 1985) és una cantautora de rock i folk xilena.

## Carrera
L'any 2009 esdevingué famosa després de la publicació del seu primer àlbum Almismotiempo ("Al-mateix-temps"). Aquell mateix any fou nominada a un premi Grammy Latino en la categoria de Millor Cançó Alternativa pel seu senzill «Millones». La seva veu, lletres i estil folk són considerats per molts la continuació del llegat e Violeta Parra, considerada la folklorista xilena més influent de tots els temps. Petit Indie qualificà a Moreno com «la revelació xilena del rock orgànic».
El seu darrer àlbum, Mala Madre, s'oferí de franc el 4 de juny de 2015. Fou descarregat 73,500 vegades en les 24 hores que estigué disponible a la seva pàgina web, un rècord al seu país. Moreno descrigué l'àlbum com un tribut a les diferents dones que admiram com ara Cecilia Vicuña, Violeta Parra o Gabriela Mistral. A l'edició 2016 dels Premis Púlsar guanyà tres premis: el de Millor Artista de Pop, el de Cançó de l'Any i el d'Àlbum de l'Any. Es famosa pels seus videoclips visualment creatius.

## Discografia

### Àlbums en solitari
- 2009 - Almismotiempo
- 2010 - Opmeitomsimla
- 2012 - Panal
- 2015 - Mala madre

### Amb Caramelitus
- 2008 - El Otro Hábitat (EP)[5]

### Bootlegs
- 2011 - Partidas, melodías y una canción de cuna[6]